# 瓦丁頓灣
65°16′S 64°5′W / 65.267°S 64.083°W

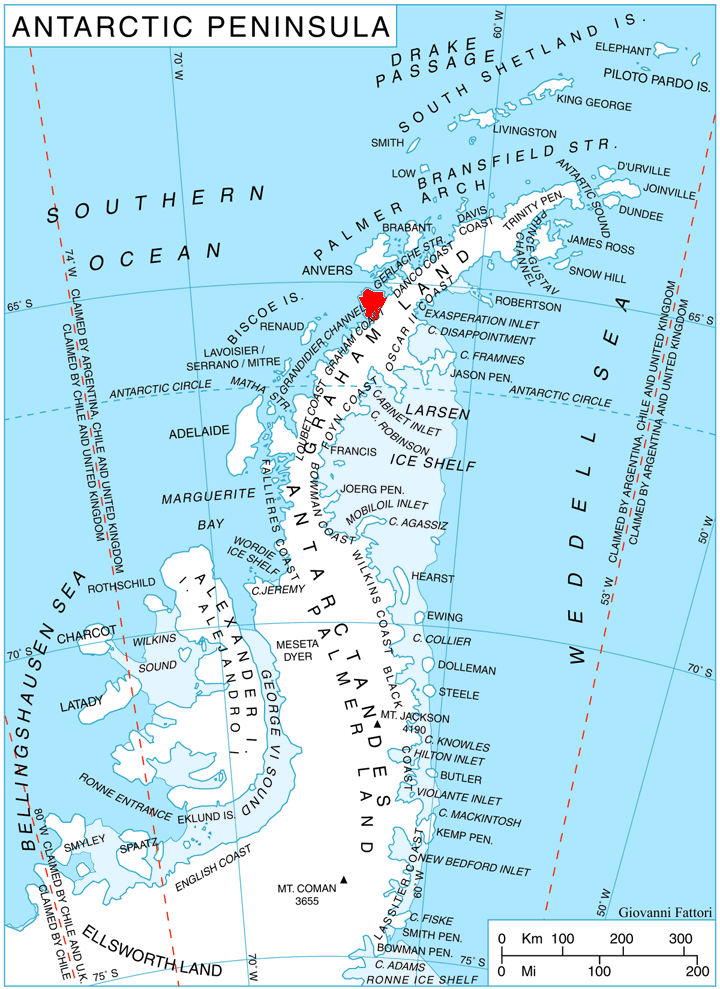

瓦丁頓灣是南極洲的海灣，位於葛拉漢地的基輔半島西岸，處於圖森角以北，長3.7公里、寬1.9公里，現時由南極條約體系管理。

## 外部連結
- SCAR Composite Gazetteer of Antarctica（页面存档备份，存于）.